# بيكوف (مقاطعة ساخالين)
بيكوف (بالروسية: Быков) هي مدينة في مقاطعة ساخالين أوبلاست في روسيا.
يبلغ عدد سكانها حوالي 4683 نسمة.